# Abramtsevo

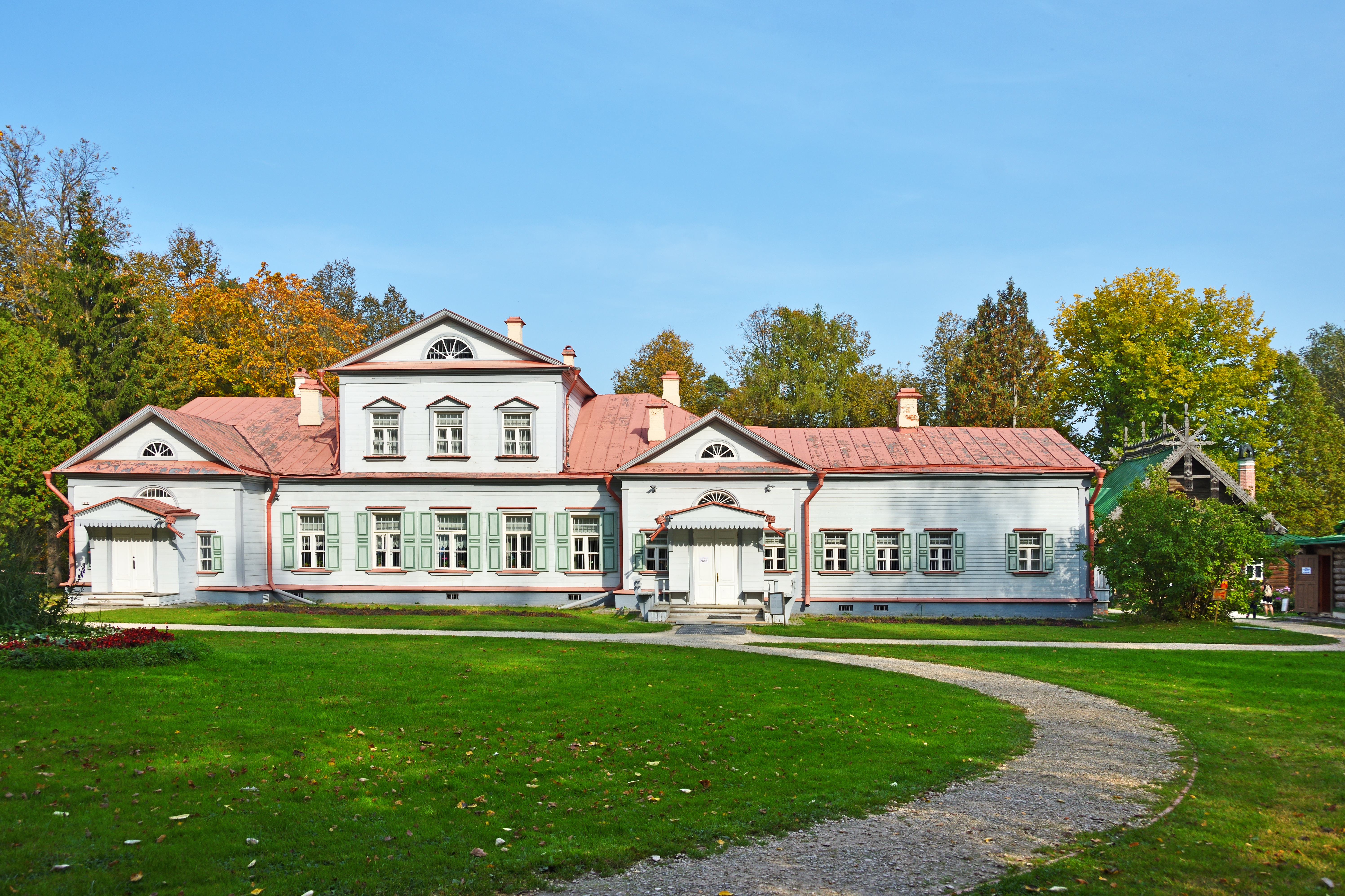
Hoofdgebouw

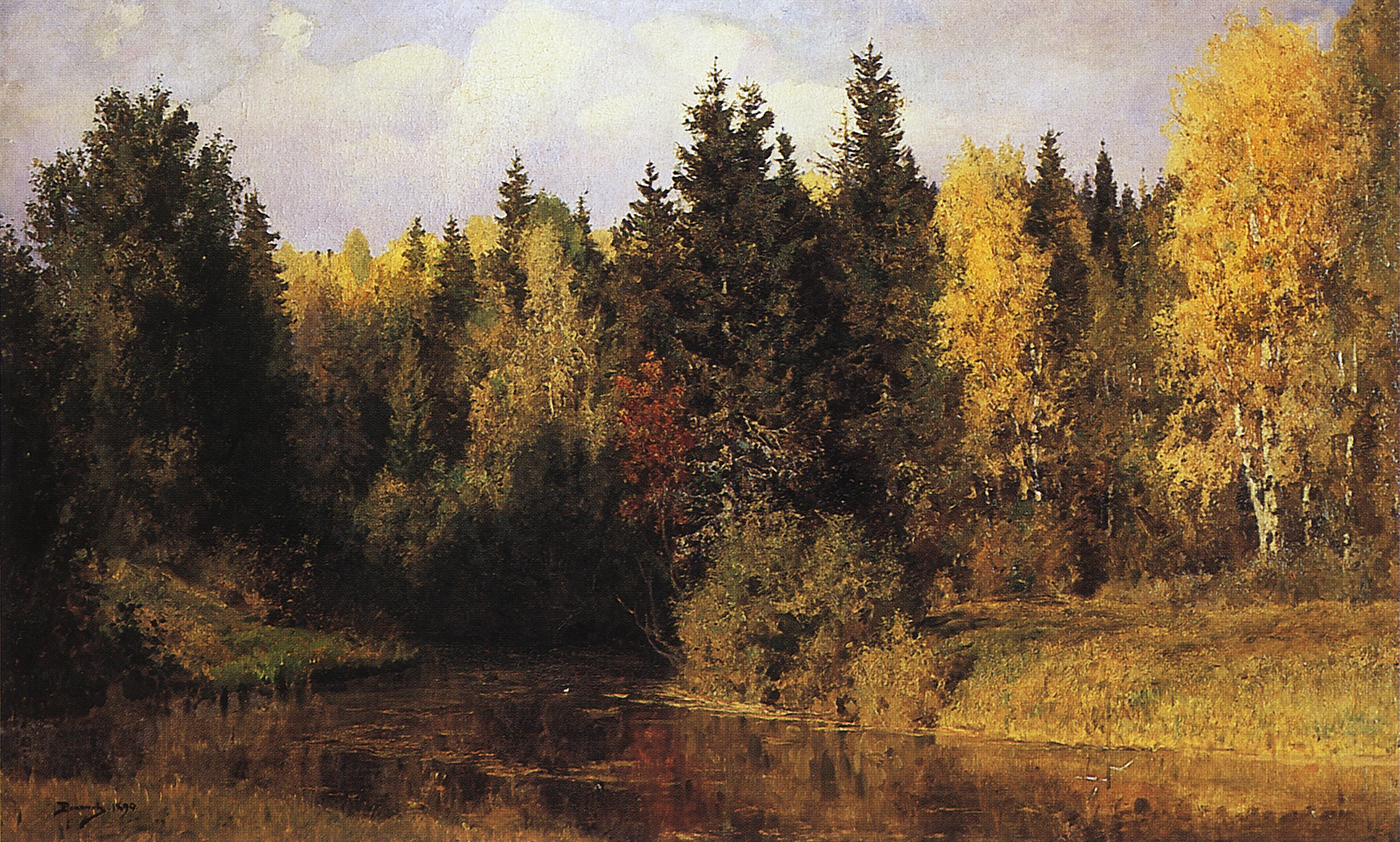
Abramtsevo-landschap door Vasili Polenov, 1890

Abramtsevo (Russisch: Абрамцево) is een landgoed 57 km ten noordoosten van Moskou waar tussen 1843 en 1917 vele Russische kunstenaars hebben gewoond en gewerkt. Kunstenaars van allerlei disciplines, onder wie schilders, beeldhouwers, meubelmakers, architecten, schrijvers, componisten, musici, acteurs en zangers. Russische sprookjes en legendes vormden een inspiratie voor de zoektocht naar het toepassen van oude Russische tradities in een nieuwe Russische kunst. In de jaren 1870-1890 werd Abramtsevo het centrum van het artistieke leven in Rusland. De kolonie speelde een belangrijke rol in de ontwikkeling van kunst en cultuur in het Rusland van eind 19e en begin 20e eeuw.

## Geschiedenis
In 1843 werd het landgoed 'Abramtsevo' eigendom van de vermaarde Russische theatercriticus en schrijver Sergej Aksakov. Mede door zijn zonen Ivan en Konstantin Aksakov werd Abramtsevo een centrum voor de slavofiele beweging. Na de dood van Sergej Aksakov, in 1859, heeft het landgoed lang leeggestaan.
In 1870 werd het landgoed gekocht door grootindustrieel Savva Mamontov; deze nodigde hier kunstenaars uit van allerlei slag. In de jaren 1870-1890 werd Abramtsevo het centrum van het artistieke leven in Rusland.
Na de Oktoberrevolutie van 1917 is het landgoed omgebouwd naar museum. Het herenhuis, zoals het nu te bezichtigen is, stamt uit die tijd.
Vanaf 12 augustus 1977 bekend als 'Nationaal Historisch-Artistiek en Letterkundig Museum Abramtsevo', waarbij het grondgebied is uitgebreid van 20 – 150 hectare en het natuurlijke landschap is hersteld. Het huidige streven is van dit landgoed een van de aantrekkelijkste culturele centra te maken in de omgeving van Moskou.

## Landgoed

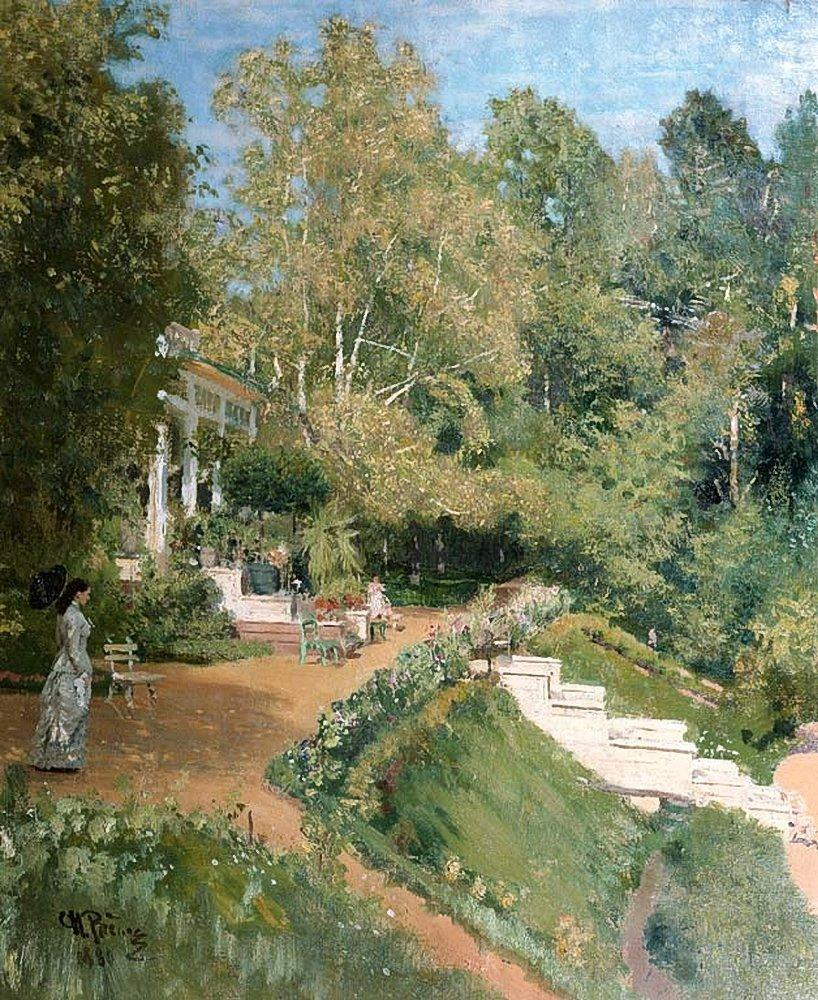
Abramtsevo-landschap door Ilja Repin, 1880

In de 17e eeuw werd het gebied aangeduid als de woestenij Obramkova (Russisch: пустоши Обрамкова). In het midden van de 18e eeuw werd in een heidelandschap een landhuis gebouwd, waarvan de tuin was onderverdeeld in drie kunstmatige terrassen, aflopend naar de rivier de Vorja. Het herenhuis was omgeven met dennenbomen, linden en berken. Aan de voorkant van het herenhuis lag een grote diepe vijver waarin karpers gehouden werden.
De natuur van Abramtsevo en omgeving is kenmerkend voor Centraal-Rusland. Schrijvers, kunstenaars en muzikanten werden onweerstaanbaar aangetrokken door de donkere bossen, open velden, kleurig begroeide plekjes tussen de bomen, de eiken- en berkenbossen, de hellingen en diepe valleien, de rivier de Vorja, die met al haar inhammen en diepe groeven door het landschap slingert. In deze omgeving schiepen ze kunstwerken waarvoor ze zich lieten inspireren door het historische verleden van Rusland met al zijn rijke legenden, volkssprookjes en –liedjes.

### Hoofdgebouw, landhuis
In het midden van de 18e eeuw werd het herenhuis gebouwd. Het rijke interieur bevat voor de helft stukken uit de tijd van Sergej Askakov, in de Franse empirestijl, en andere helft uit de tijd van Savva Mamontov in Neo-Russische stijl en jugendstil.

### Keuken
De keuken was gehuisvest in een separaat gebouw naast het hoofdgebouw; in 1870 bewoond tijdens de restauratie van het hoofdgebouw. Hierin worden o.a. voorwerpen van Russische volkskunst tentoongesteld, destijds verzameld door de bewoners van Abramtsevo, en aangevuld met meubilair en voorwerpen uit het alledaagse boerenleven in de 20e eeuw.

### Keramiekatelier

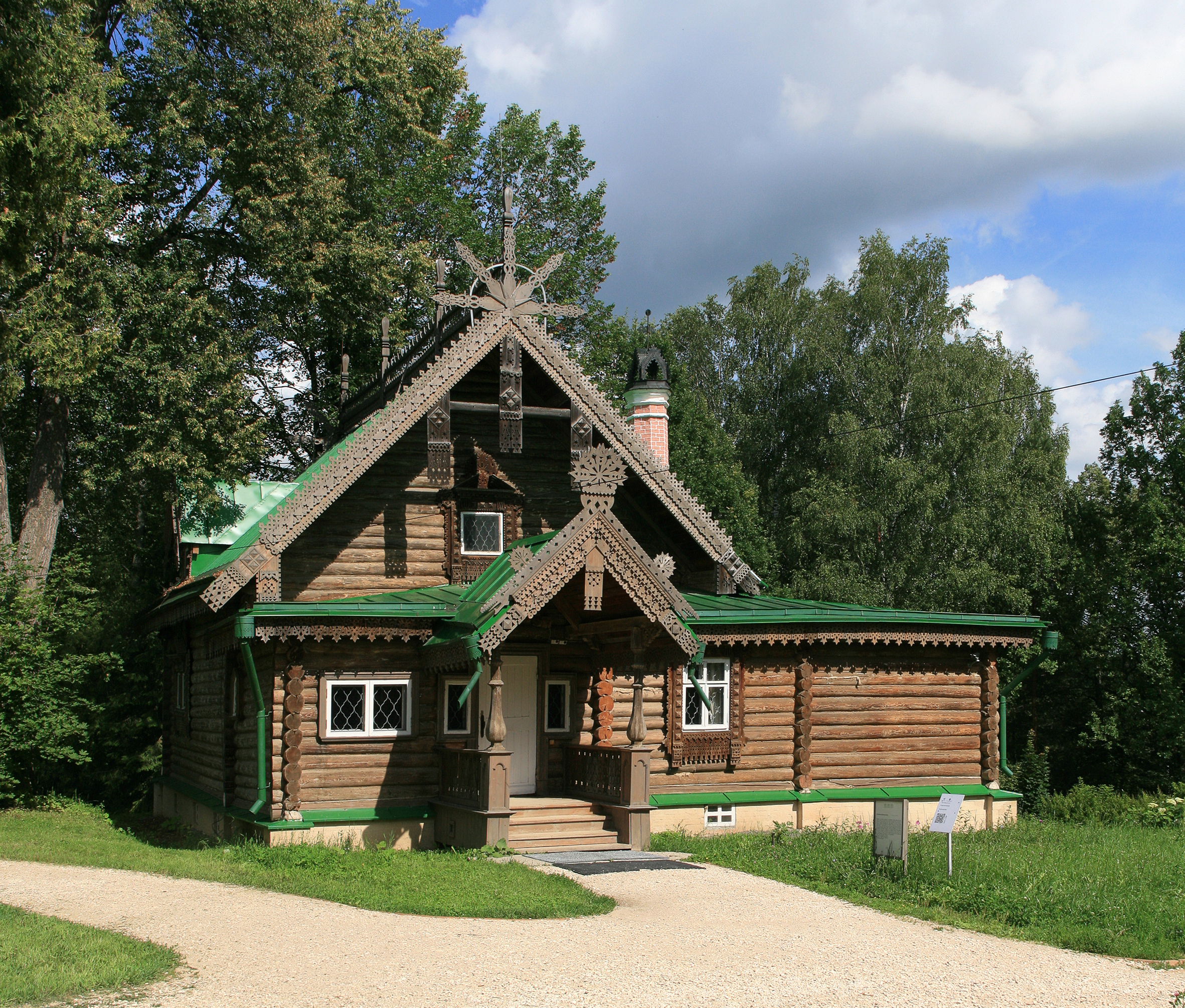
Keramiekatelier

Het atelier werd gebouwd in 1873. Bij de architectuur is vooral rekening gehouden met de lichtinval. Het atelier heeft ruim uitzicht op het oosten en dakramen geven natuurlijk licht uit zowel het noorden als het zuiden. Het gebouw is aan de buitenkant rijkelijk gedecoreerd met houtsnijwerk.
Het atelier is vooral gebruikt door Michail Vroebel, die hier zijn keramiektegels ontwierp en maakte, onder andere voor de verwarming van het hoofdgebouw.

### Badhuis
Het badhuis werd gebouwd in 1877-1878 als vervanging van het badhuis uit de tijd van Aksakov. De stookruimte bevindt zich midden in het pand en verwarmt alle binnenmuren. Ook de buitenkant van dit gebouw is rijkelijk voorzien van houtsnijwerk.
Tegenwoordig is het ingericht met meubilair en huishoudelijke voorwerpen ontworpen door Jelena Polenova.

### Kerk

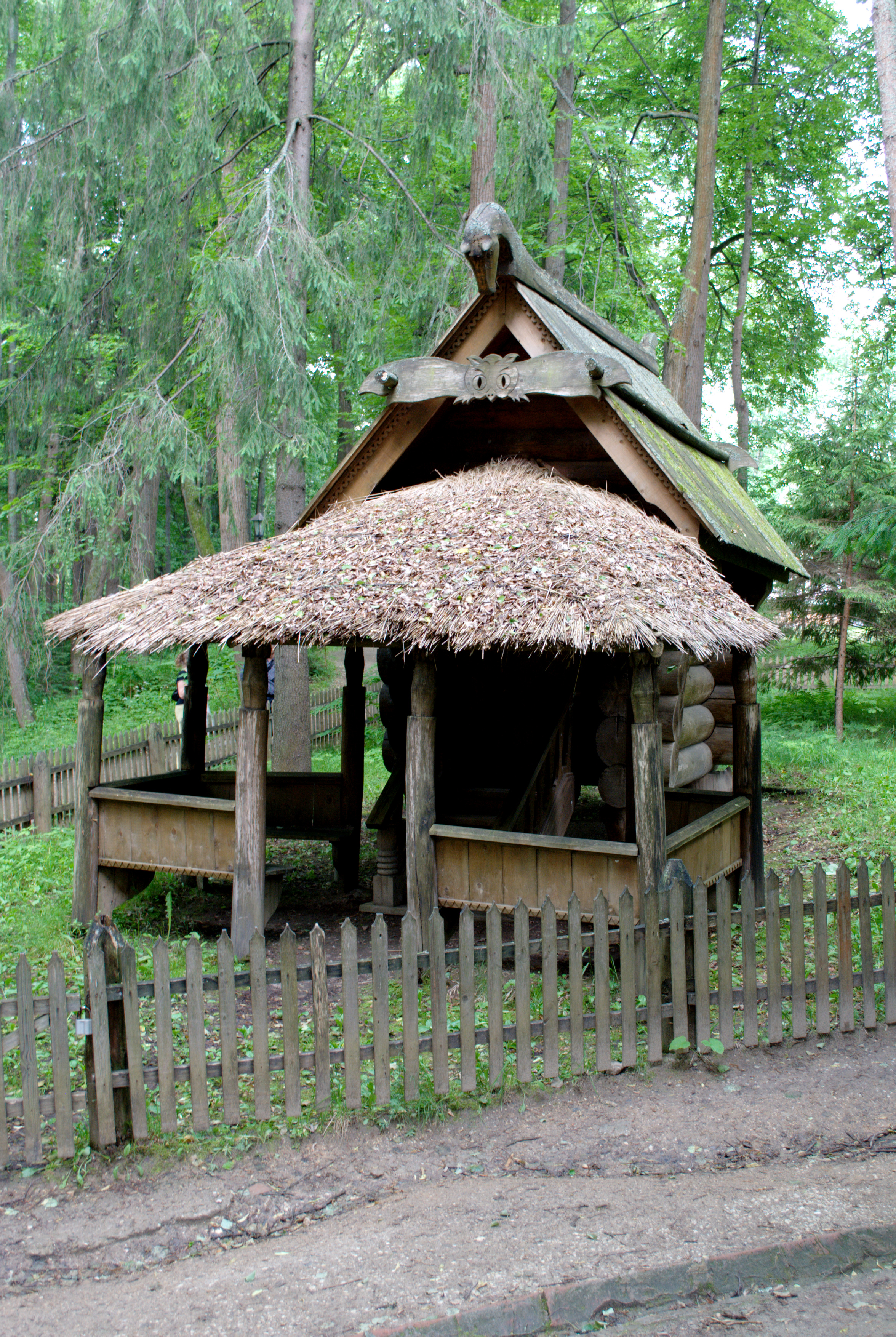
hut op de kippenpoten

Vasili Polenov maakte in eerste instantie een ontwerp voor het kerkgebouw: Kerk van de Verlosser – Niet met mensenhanden gemaakt, welke werd voltooid door Viktor Vasnetsov rond 1880 – 1882. Ze gebruikten de twaalfde-eeuwse kathedralen van Novgorod als voorbeeld. Het interieur werd ontworpen door, en uitgevoerd onder leiding van, Vasili Polenov. Voor de twee verdiepingen tellende iconostase werden iconen gemaakt door o.a. Ilja Repin (Christus van Edessa), Nikolaj Nevrev, Viktor Vasnetsov, Vasili Polenov en Jelena Polenova. Het beeld het hoofd van Johannes de Doper werd gemaakt door Mark Antokolski. Vasnetsov ontwierp en legde de mozaïekvloer met bloemmotieven en versierde de vensters.
De kerk en de hut op de kippenpoten zijn de eerste gebouwen in art nouveau in Rusland.
Naast de kerk zijn verschillende leden van de familie Mamontov begraven.

### Hut op kippenpoten
Het boerenhutje op kippenpoten, naar het verhaal over de sprookjesheks Baba Jaga, was bedoeld als speelhuis voor de Mamontov-kinderen en werd in 1883 ontworpen en gebouwd door Viktor Vasnetsov. De constructie en entourage van het gebouw doen denken aan de houten boerenhutten en motieven uit de traditionele Russische kunst.

## Abramtsevo in de tijd van Sergej Aksakov

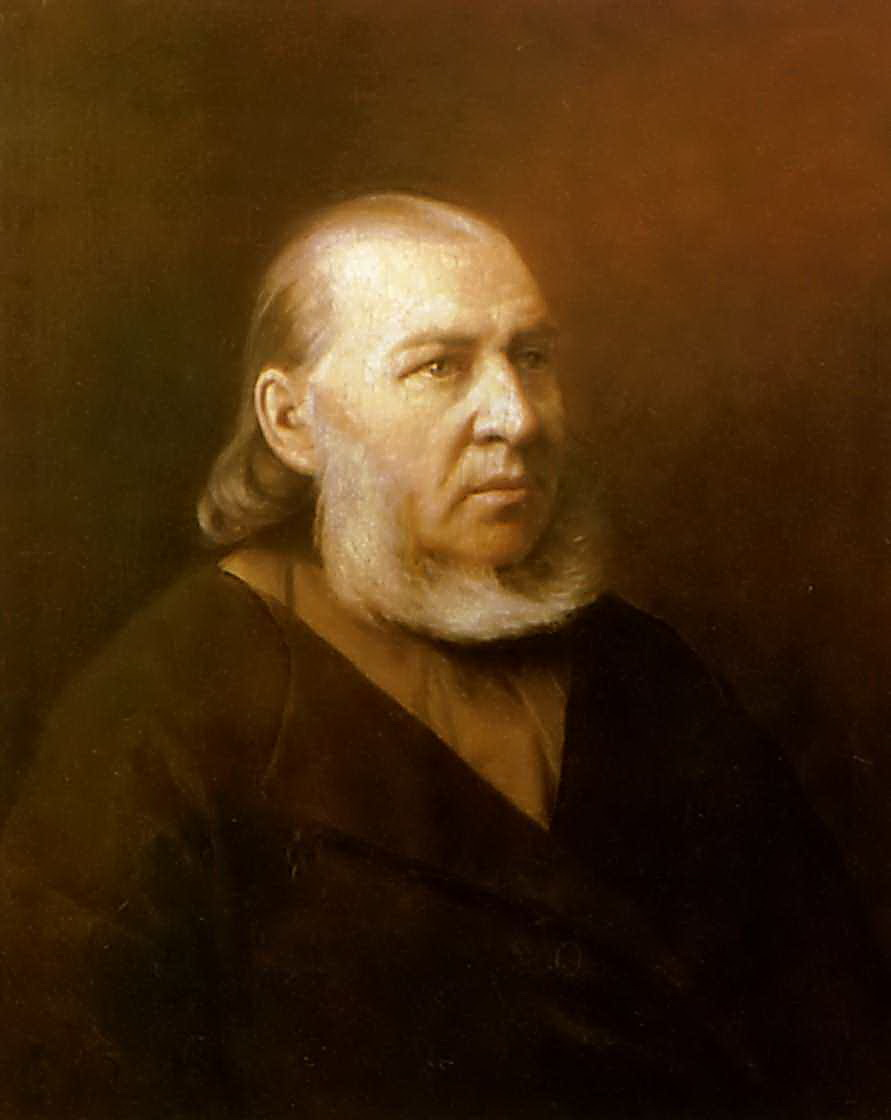
Sergej Aksakov door Vasili Perov, 1872

In 1843 kwam Abramtsevo in handen van Sergej Aksakov, de vermaarde theatercriticus, die ook een belangrijke rol speelde in het toenmalige maatschappelijk leven.
Aksakov behoorde tot de beter opgeleide mensen van zijn tijd. Hier op Abramtsevo ontdekte Aksakov zijn schrijverstalenten; hier creëerde hij zijn autobiografische romans en verhalen behorend tot het hoogtepunt van de Russische klassieke literatuur. Aksakov was een fervent jager en visser; hierover heeft hij zijn eerste boeken geschreven. In een van de romans publiceerde hij Het purperrode bloempje; een sprookje verteld door het dienstmeisje Pelageja (1858), het sprookje dat hij in zijn jeugd had gehoord. Ook de schrijver Nikolaj Gogol, de acteur Michail Sjtsjepkin, en o.a. de jonge schrijver Ivan Toergenjev en vele andere vooraanstaande vertegenwoordigers van de literatuur en kunst van die jaren kwamen regelmatig op het landgoed. Tot diep in de nacht lazen de gasten in de huiskamer fragmenten voor uit hun recente werk, ze bespraken hun nieuwste ideeën en praatten over de sprookjes en liederen die ze hadden opgetekend.
In de jaren veertig en vijftig van de negentiende eeuw was het landgoed veranderd in een centrum voor de Slavofiele beweging die zich sinds het eind van de jaren dertig in Rusland manifesteerde. Aksakovs zoons, Ivan en Konstantin, waren vooraanstaande vertegenwoordigers van deze stroming die een grote invloed had op het Russische maatschappelijk en filosofisch debat.
De Slavofielen waren van mening dat Rusland zijn eigen weg moest volgen, los van wat er in het Westen gebeurde. Ze hielden zich onder andere bezig met het bestuderen, verzamelen en publiceren van meesterwerken uit de Russische Schriftcultuur, van heldendichten en folklore. Dichters en filosofen, folkloristen en vrienden van Aksakovs zoons, allemaal kwamen ze naar Abramtsevo. Ze discussieerden dagenlang over de Russische taal, over de geschiedenis en de toekomst van Rusland.
Aksakov had het sprookje Het purperrode bloempje oorspronkelijk geschreven voor zijn kleindochter Olenka. Het zou nog vele generaties lezers betoveren. Zijn poëtische, kleurrijke taal, ideeën over Goed en Kwaad, liefde en trouw zouden een inspiratiebron worden voor theaterwerken, muziekstukken en schilderijen van latere kunstenaars en componisten.

## Abramtsevo in de tijd van Savva Mamontov

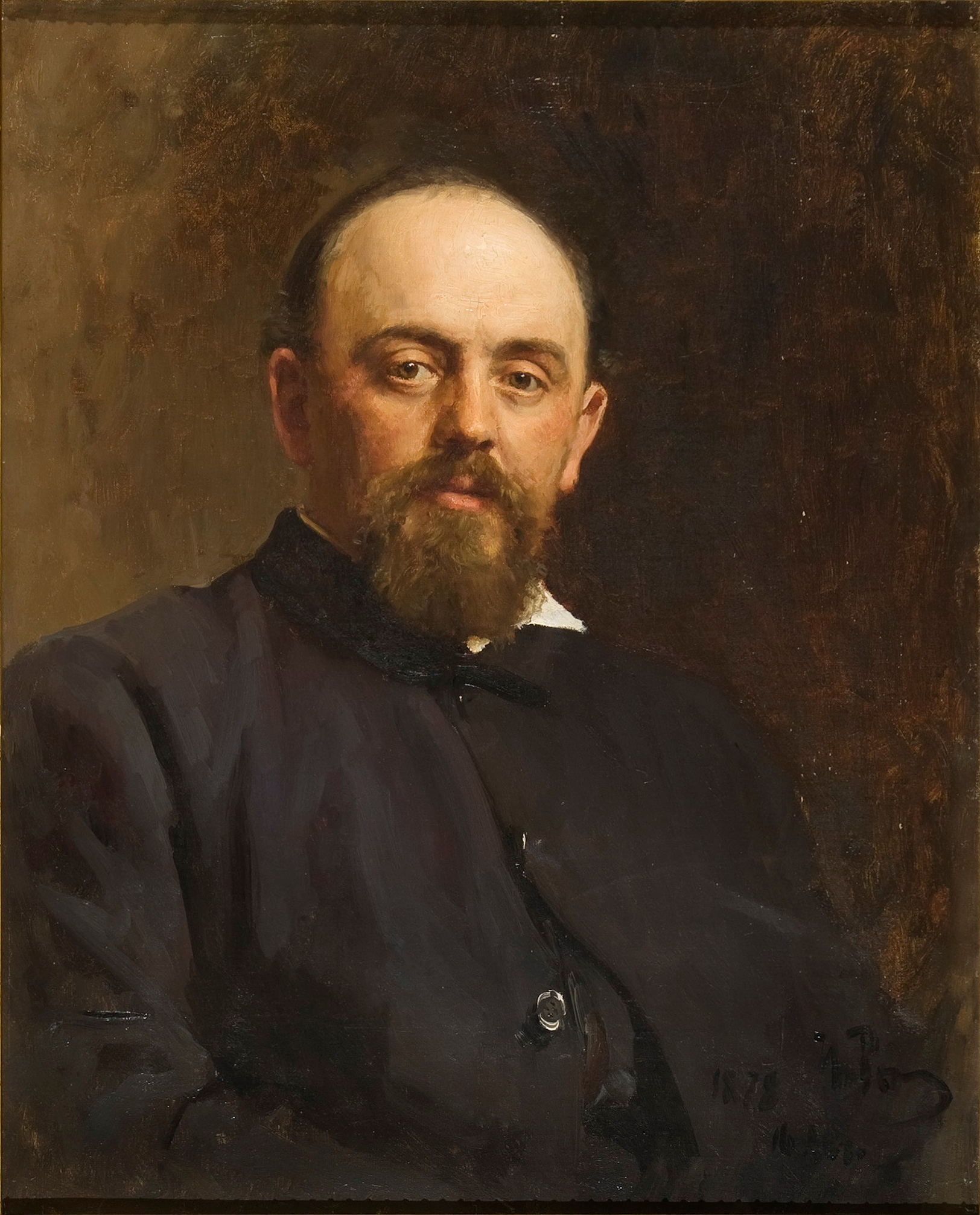
Savva Mamontov door Ilja Repin, 1878

In 1870 werd het landgoed gekocht door grootindustrieel Savva Mamontov. Alles wat de vorige bewoners hadden achtergelaten werd met grote zorg bewaard; van boeken en gravures tot meubels. Aksakovs boeken werden enthousiast gelezen en zijn sprookje Het purperrode bloemetje
viel bij iedereen in de smaak.
Het geheel, hoofdgebouw en landgoed, werd grondig gerenoveerd en Elizaveta Mamontova stichtte in de omgeving het eerste ziekenhuis en een school teneinde de beschaving van de lokale boerenbevolking op een hoger peil te brengen.

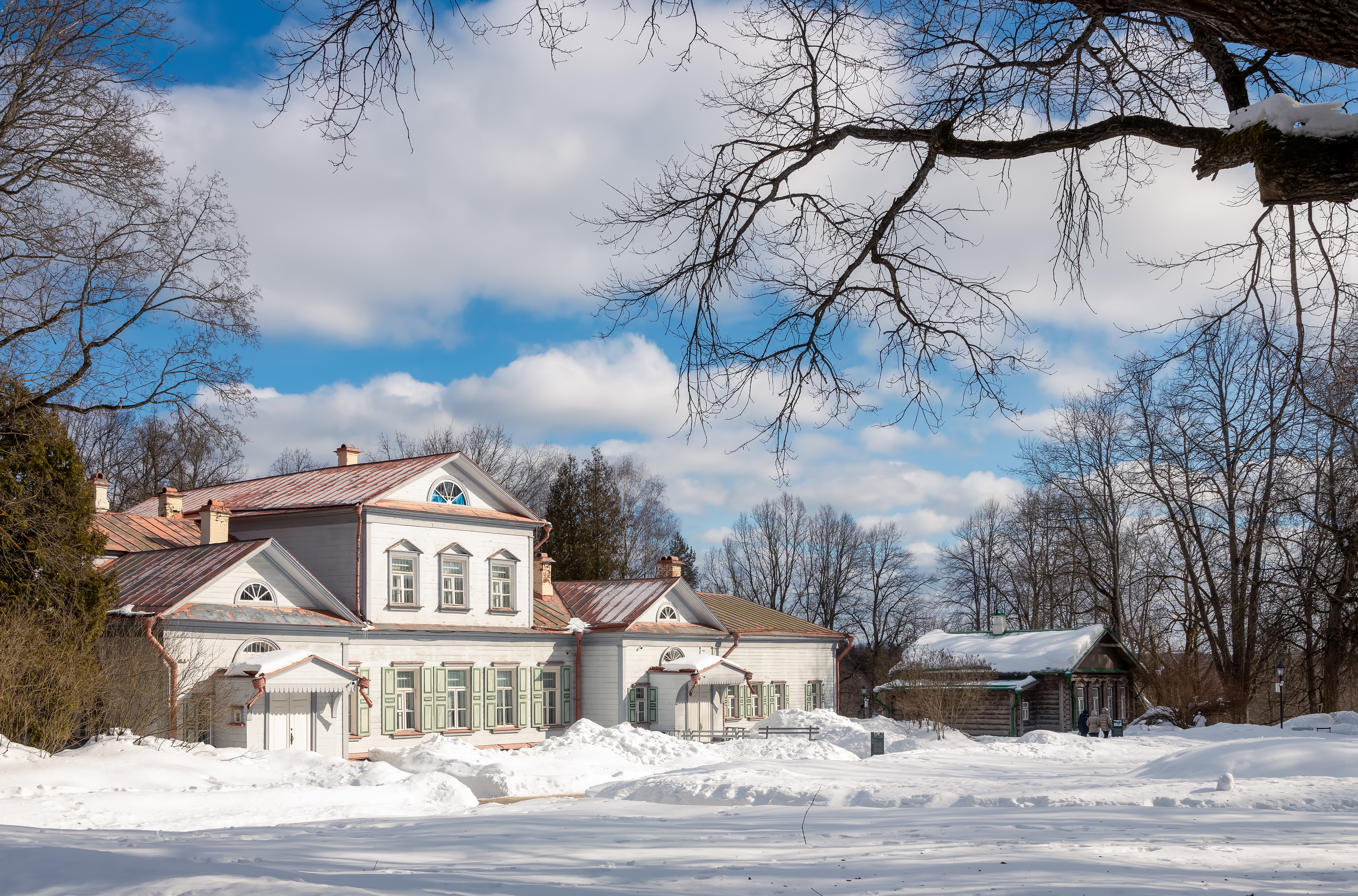
Winter

Aan het begin van de jaren zeventig had Mamontov in Frankrijk en Italië de eerste toekomstige leden van de Abramtsevokring ontmoet. Het waren Ilja Repin, Vasili Polenov en Mark Antokolski, die aan het eind van de jaren zeventig op Abramtsevo arriveerden. In de jaren tachtig kwamen daar nog bij de broers Viktor en Apollinari Vasnetsov, Konstantin Korovin, Jelena Polenova, Michail Vroebel, Michail Nesterov en Ilja Ostroöechov. In diezelfde periode sloot ook Valentin Serov zich bij de kunstenaarskring aan. De jonge Serov woonde al sinds het midden van de jaren zeventig op Abramtsevo waar hij was opgegroeid in het gezin van de Mamontovs onder het lieve en zorgzame oog van Jelizaveta Mamontova. Op Abramtsevo werden verschillende bekende schilderstukken gemaakt, waaronder:
- Paasprocessie in de provincie Koersk en Onverwacht door Ilja Repin
- Aljonoesjka en Bogatyrs door Viktor Vasnetsov
- Meisje met de perziken door Valentin Serov

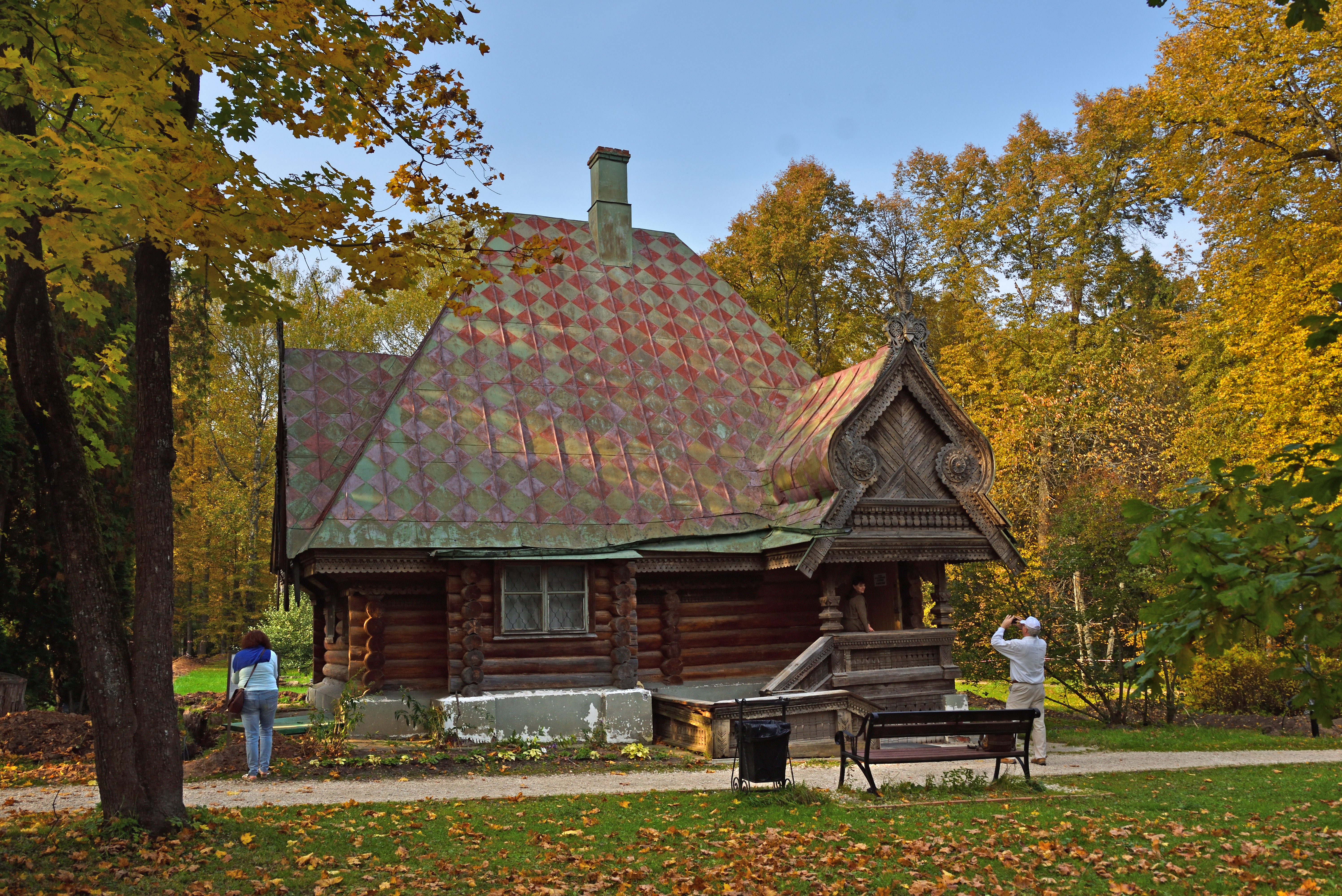
Banya

Daarnaast verzamelde men, tussen 1881 en 1890, volkskunstvoorwerpen. Dit inspireerde Jelena Polenova om voorwerpen van houtsnijwerk te ontwerpen en te maken. Zij leidde tussen 1885 en 1892 workshops, waarin onder andere houten meubelen werden ontworpen en gemaakt.
Vanaf 1890 leidde Michail Vroebel de pottenbakkerij in het nieuwe ateliergebouw. Daar ontwierp en maakte hij de glazuurtegels voor de kachels in het hoofdgebouw. Gedurende 10 jaren werden talloze beelden, serviezen en ander keramiek geproduceerd. Er was in Moskou en Sint-Petersburg grote vraag naar de producten uit Abramtsevo. Ook werden prijzen gewonnen bij gerenommeerde tentoonstellingen; o.a. op de Wereldtentoonstelling in Parijs in 1900.

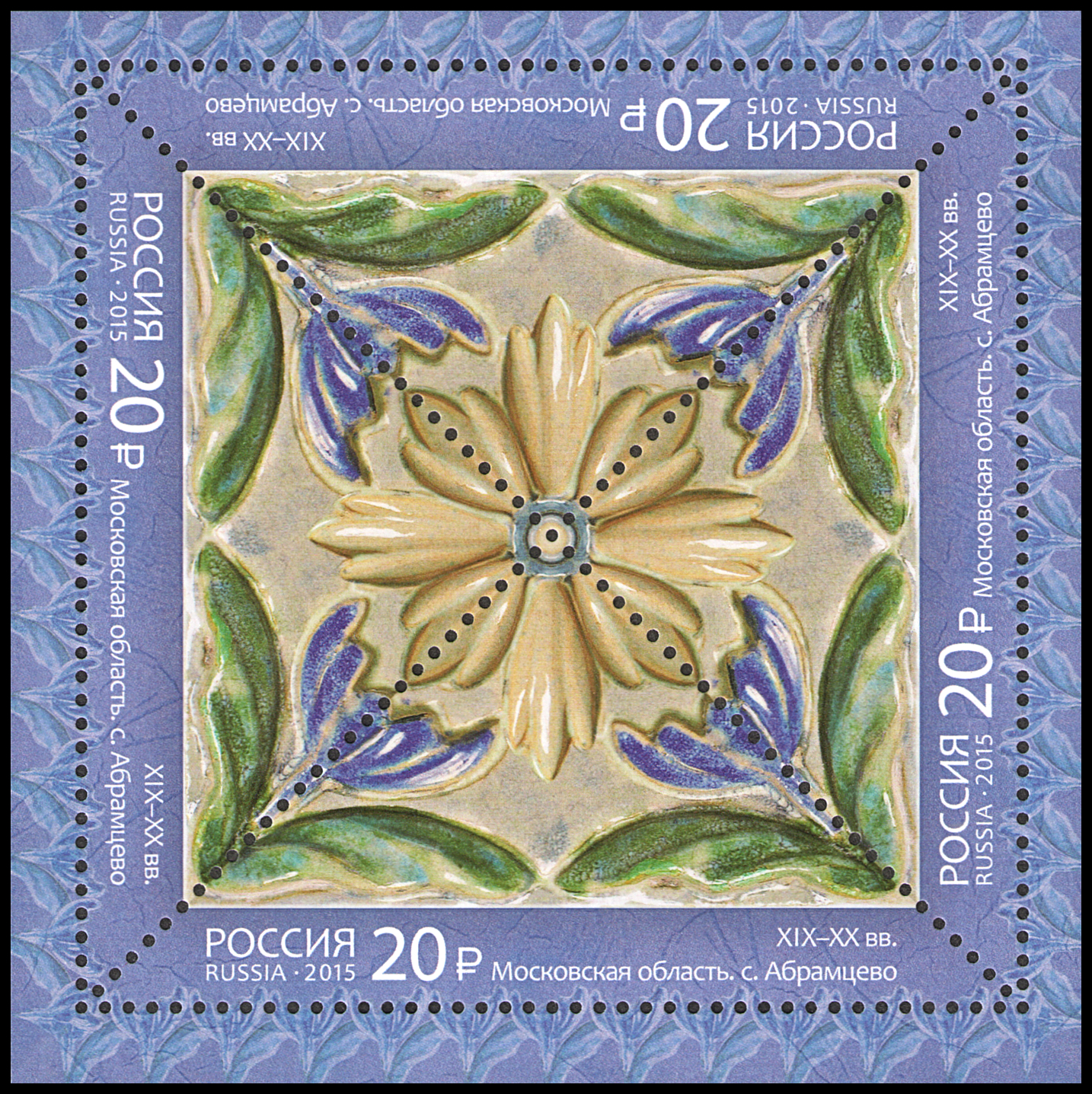
Postzegel

Savva Mamontov zelf was een grote toneel- en muziekliefhebber. Regelmatig werden er door de aanwezige kunstenaars stukken opgevoerd. Mamontov voerde veelal de regie en speelde ook mee. Kunstenaars, die mee wilden spelen, kozen zelf de rol uit die bij hen paste. Vasili Polenov en Viktor Vasnetsov zorgden voor de decors en de kostuums. Dit leidde in 1885-1891 tot de oprichting van de Russische Privé Opera in Moskou, eigendom van Savva Mamontov.
En in de tussentijd breidde het imperium van Savva Mamontov zich uit. Hij werd een van de grondleggers van de Russische spoorwegen. Echter in 1899 werd hij, ten onrechte, beschuldigd van financiële fraude, waarvoor hij een aantal maanden gevangen heeft gezeten. Zijn bedrijven werden te gronde gericht, maar Abramtsevo bleef bestaan, omdat het eigendom was van Jelizaveta Mamontova.